# MetaPost
MetaPost je programovací jazyk a současně interpret tohoto jazyka. Oba jsou odvozeny od Knuthova Metafontu. Vstupem MetaPostu je algebraický popis grafického objektu, výstupem je soubor s vektorovou grafikou. Jazyk MetaPostu sdílí deklarativní syntaxi Metafontu pro manipulaci s úsečkami, křivkami, body a pro geometrické transformace. Nicméně jsou tu významné rozdíly:
- Metafont je nastaven tak, aby vytvářel písmo v podobě obrazových souborů (formát .gf) a souborů obsahujících metriku fontu (formát .tfm), zatímco MetaPost vytváří soubory ve formátu EPS, SVG nebo PNG.
- Výstupem Metafontu je rastrová grafika, zatímco výstupem MetaPostu je vektorová grafika (úsečky, Bézierovy křivky).
- Výstup Metafontu je černobílý, kdežto MetaPost podporuje barvy ve formátu RGB nebo CMYK.
- MetaPostu umožňuje doplnit k diagramům textové popisky, a to buď řetězce zapsané určeným písmem, nebo cokoli, co může být vysázeno TeXem.
- MetaPost od verze 1.8 podporuje aritmetiku s plovoucí desetinnou čárkou s 64bitovou přesností (výchozí je aritmetika s pevnou desetinnou čárkou s 32bitovou přesností).

Mnoho omezení MetaPostu vyplývá z vlastností Metafontu. MetaPost například nepodporuje všechny funkce formátu PostScript. K nejdůležitějším omezením patří, že cesty mohou mít pouze jeden segment a oblasti mohou být vyplněny pouze jednolitou barvou. (PostScript úrovně 1 podporuje dlaždicové vzory a PostScript 3 podporuje Gouraudovo stínování.)

## Dostupnost a integrace
MetaPost je distribuován s mnoha distribucemi zahrnujícími TeX a Metafont; je například zahrnuta v distribucích MiKTeX a TeX Live.
EPS vytvářený MetaPostem může být vložen do dokumentů psaných v LaTeXu, ConTeXtu nebo TeXu pomocí standardních příkazů pro vložení grafiky. EPS může být také zpracován PdfTeXem, čímž vznikne PDF. Tato schopnost je realizována v ConTeXtu a v LaTeXovém balíčku graphics, a může být použit i v plainTeXu prostřednictvím makra supp-pdf.tex.
ConTeXt a LuaTeX podporují začlenění MetaPostového kódu do zdrojového souboru. Zařazení MetaPostového kódu v LaTeXu je také možné pomocí LaTeXových balíčků, například gmp nebo mpgraphics.